# Карлово
 Тази статия е за града в България.  За селото в Сърбия вижте Карлово (община Нови Бечей).  
Карлово е град в Южна централна България, разположен в южното подножие на Стара планина – Област Пловдив. Най-близкият град до Карлово е град Сопот – на 5 км посока запад, а до Пловдив разстоянието е 52 км в посока юг. Градът е трети по големина в областта след Пловдив и Асеновград и е административен център на Община Карлово. По данни на ГРАО към 15 юни 2024 г. в града живеят 21 339 души по настоящ адрес и 24 642 души по постоянен адрес..

## География
Карлово е разположено между 392 м и 612 м надморска височина в северната част на Карловското поле, което се образува на югозапад от Стара планина, на север от Същинска Средна гора и на североизток от Сърнена гора. Планинската местност Козница (до град Клисура) отделя на запад Стремската долина от съседните задбалкански котловини, а на изток тя е отделена от Кръстец (Стражата). Това географско разположение има важна роля за климата на града и разпростряната около него Розова долина. Климатът е преходно-континентален със силно влияние на Стара планина, която спира студените въздушни маси от север, средната януарска температура е около 0 °C,средната юлска температура е около 22 – 24 °C, валежите са около нормата за страната. Снежната покривка е неустойчива и напоследък е все по-рядко явление, тя се задържа за малко време през годината и рядко се случва да е повече от 10 – 15 см, това е заради възпиращото действие на студените въздушни маси от Стара планина и омекотяващото действие на близката река Стряма.
Карлово се намира на 145 км източно от столицата София и на 54 км северно от областния и втори по големина град в страната – Пловдив.

## История
Около 1482 – 1485 г. подбалканското село Сушица е дадено от султан Баязид II във владение (мюлк) на Карлъ Заде Лала Али бей. През 1496 г. Али бей превръща това владение във вакъф. Съгласно учредителния документ на вакъфа, землището на Сушица граничи на север със Стара планина, на изток – с това на село Араблъ, на юг – с река Гьопсу (Стряма) и на запад – с това на село Акча Килисе (Сопот). През следващия век Сушица бързо се разраства: съгласно османски документи в 1516 г. там има седем мюсюлмански и 42 християнски домакинства, а през 1596 г. – 117 мюсюлмански и 162 християнски домакинства. Доходът от вакъфа възлиза съответно на 5997 акчета през 1516 г. и 23596 акчета през 1596 г. Така селото прераства в град, който по името на Карлъзаде Али бей започва да се нарича Карлова (Карлово).
Карлъзаде Али бей издига най-старата запазена сега постройка в Карлово – Куршум Джамия (1485), наречена така („Оловна джамия“) заради оловния ѝ покрив. Джамията се издържа със средства от основания от Али бей вакъф. Нейната сграда е обявена за паметник на културата.
През XVII век, в Карлово работи известният книжовник Аврам ерей. Той завършва през месец юли 1660 г. Миней и преписва през 1669 г. Евангелие, което се пази в Зографския манастир. През месец май 1674 г., той завършва Сборник (псалтир, месецослов, октоих, календар и прочее).
Около 1807 г. учител в града е бил Атанас Владос, цинцарин от Велес. След него са учителствали Никола Битолецът и Нено Келешът. Образователното дело в Карлово достига своя разцвет, когато през 1828 г. за учител в града се установява Райно Попович. В града Попович учителства непрекъснато около 25 години.
През 1859 г. митрополит Паисий Пловдивски ръкополага Васил Левски за йеродякон в църквата „Успение Богородично“ („Света Богородица“).
През 1869 г. Анастасия Райнова и Аница Пулева основават второто женско дружество в България.
От 1953 до 1962 г. градът носи името Левскиград.

## Икономика
На територията на град Карлово се намира месо-преработвателното предприятие „Месокомбинат Карлово“ АД, което е част от групата на „Бони Холдинг“ АД. 
Емблема на производителя е прочутата Карловска луканка, която притежава регистрирано от Патентното ведомство на Република България „Наименование за произход“. Производство и продажбата на Карловска луканка (включително означения като „тип“, „вид“ и др.) от други производители, извън параметрите на издаденото свидетелство, е неправомерно и в нарушение на чл. 43 от Закона за марките и географските означения.
В града има производители на козметика и предприятия за месопроизводство. Създадената в града компания „Българска роза“ АД произвежда разнообразни козметични продукти.
В Карлово тепърва навлизат магазини на големите вериги. На ул. „Ген. Заимов“ 32 е открит магазин на дискаунтера „Лидл“. На републикански път I-6 в югоизточната част на града е открит хипермаркет Kaufland. На западния изход през 2022 г. е открит ритейл парк Карлово разполагащ с магазини Billa, Pepco, БГ Скара и др.  На 8 декември 2022 беше открит ритейл парк Карлово Уей Парк в който има магазини на Billa, Pepco, дрогерия Lili и др. По-късно ще отворят и други магазини в него, включително и магазин за техника „Техномаркет“. 
Машинострителното предприятие ИПО ООД е водещо в отрасъла.
В района на Карлово се отглеждат етерично-маслени култури (лавандула, маслодайна роза).

## Религия

### Православен храм „Свети Никола“
Православен храм „Свети Никола“ е построен през 1847. В двора на храма е гробът на Гина Кунчева, майката на Левски.

### Църква „Успение Богородично“
Васил Левски служи като йеродякон в църквата „Успение Богородично“ от 1859 до 1862 г. 
В двора на църквата има гроб на фамилия Пулиеви – известен карловски род, от който по майчина линия са братята Евлоги и Христо Георгиеви. 

## Обществени институции
Училища:
- СУ „Васил Левски“
- ОУ „Райно Попович“
- Професионална гимназия „Евлогий и Христо Георгиеви“
- ПГ по ЖПТ „Христо Смирненски“ Архив на оригинала от 2019-03-02 в Wayback Machine.
- СУ „Христо Проданов“

## Култура

### Общинска Библиотека Карлово
Фондът наброява около 68000 библиотечни документа, библиотеката обслужва около 1500 читатели, чиито посещения годишно възлизат на около 27000, а заетите библиотечни документи наброяват около 50000 на година.
- Дружество на българските писатели – Карлово
- Художествена галерия – Карлово

### Музеи
- Национален музей „Васил Левски“ – родната къща на Апостола. Работи целогодишно. Това е 44-тият от Стоте национални туристически обекта, Български туристически съюз. Лятно работно време: 08:30 – 13:00 и 14:00 – 17:30 ч.; зимно работно време: 08:00 – 13:00 и 14:00 – 17:00, има печат за книжката на Българския туристически съюз.
- Общински исторически музей – Карлово. Музеят е отворен целогодишно с работно време: 08:00 – 12:00 и 13:00 – 17:00 ч. Има печат за книжката на Българския туристически съюз за 100-те национални туристически обекта.
- Към музея са и Етнографска експозиция във възрожденските Мазакова къща и Даскал Ботьова къща. Мазаковата къща е построена за свещеника Христо Попвасилев през XIX век, а днес е музей в Стария град на адрес „Евстати Гешев“ № 3 с работно време 08:00 – 12:00 и 13:00 – 17:00 ч. Къщата е архитектурен и исторически паметник на културата, построен около 1848 г. В нея е разположена постоянна етнографска експозиция, представяща оригинални тъкани, народни носии от Карловско, домашни занаяти и др. Пресъздаден е обичайния градски бит, характерен за богатите карловски фамилии. Даскал Ботевата къща на ул. „Даскал Ботьо Петков“ № 11, може да се посети при заявка в Историческия музей.
- Център за занаяти и културни традиции – Бухаловият хан. Сградата на Бухаловия хан е построена в средата на ХІХ век и е едно от най-интересните и красиви здания в града. В хана някога се е събирал революционният комитет, основан от Васил Левски. Днес тук посетителите могат да се докоснат до творчеството и майсторството на местните дърворезбари, ножари, гравьори, медникари, бъчвари, иконописци, да опознаят великолепието на калоферската дантела, на тъкачеството, изкусното плетиво, както и изработката на кукерски маски.
- Архитектурно–исторически резерват „Старият град“. Въпреки навлизането на съвременното строителство, в старата част на града са запазени около 115 къщи, обявени за паметници на културата. Малка част от тях са отворени за посещение и разхождайки се из тихите калдъръмени улички, посетителите могат да се насладят на красивите фасади на къщите, дървените порти и кепенци, стенописите по зидовете, китните дворове с асмите и чемширите.

## Редовни събития
- 16 януари – Честване от съвещаването на Първи градски съвет Карлово
- 19 февруари – Почитане на паметта на Васил Левски
- 25 февруари – Кукерси игри
- 26 февруари – Сирни заговезни
- 18 – 28 февруари – Маратон на четенето
- май – Панаир на занаятите „Старинно Карлово“
- 27 май – Празник на Розата
- 28 май – Празник на Каракачаните
- 17 – 18 юли – Честване на рождението на Васил Левски, Празник на града
- 3 октомври – Ден на Евлоги и Христо Георгиеви

## Забележителности
Природа
- Водопад Сучурум – част от резервата, който се намира над Карлово. Също така там се намира и Домът на културата в Карлово, Кръстът и Ловният парк.
- Национален парк „Централен Балкан“

Театър
Музеи
- Национален музей „Васил Левски“ – родната къща на Апостола. Работи целогодишно. Това е 44-тият от Стоте национални туристически обекта, Български туристически съюз. Лятно работно време: 08:30 – 13:00 и 14:00 – 17:30 ч.; зимно работно време: 08:00 – 13:00 и 14:00 – 17:00, има печат за книжката на Българския туристически съюз.
- Паметник на Васил Левски – Паметникът на Васил Левски, издигнат в Карлово, на площада между двете църкви, е израз на дълбока почит и признателност към великия Апостол на свободата от страна на неговите съграждани. Полагането на основния камък на паметника става на 15 май 1903 г. в присъствието на княз Фердинанд I. Построен е по проект на Марин Василев. Скулпторът е изобразил Апостола на свободата в цял ръст с револвер в ръка, а до него ревящ лъв (народа). На пиедестала на паметника са изписани имената на загиналите през страшните юлски и августовски дни на 1877 г. карловци, възприели веруюто на Левски: „Нам свобода и човешки правдини трябват!“
- Карловското кале – Крепостта е малка по размери и се причислява към т. нар. кастели. Заема площ около 500 m². Планировката на крепостта, разположението, техниката на градеж и откритите находки, датират крепостното съоръжение от периода на късната античност ІV-VІ в. То е служило за охрана и наблюдение на пътищата пресичащи планината и на подбалканския римски път в полите ѝ.

## Редовни събития
Всяка година през първата събота на месец юни (или последната на месец май) се провежда „Празникът на розата“.
Национални мероприятия също са годишнините от рождението и обесването на Васил Левски.
Всяка година в първата неделя около Сирни Заговезни се провеждат кукерски игри на много различни състави от страната и на местния кукерски състав от кв. „Сушица“.

## Спорт
- ОФК Левски (Карлово)
- СК по Бойни спортове
- СК Диамант

## Личности
Родени в Карлово
- Аврам Димитриевич (XVII в.), свещеник, първи учител, изкусен книжовник и краснописец
- Анка Ламбрева (1895 – 1976), пътешественичка
- Анна Лалева Заимова (Атанасова) (1894 – 1983), съпруга на ген. Владимир Заимов
- Ботьо Петков (1815 – 1869), възрожденски учител и баща на Христо Ботев
- Брайко Хаджигенов (1814 – 1865), учител, свещеник, събирач на народно словесно богатство – гатанки, пословици
- Васил Банов, 26 юли 1946 г., актьор
- Васил Караиванов (1847 – 1933), братовчед и съмишленик на Левски
- Васил Кирков (1870 – 1931), драматичен артист, един от основателите на Българския народен театър
- Васил Левски (1837 – 1873), революционер и национален герой
- Иван Ночев (1916 – 1991), български аерокосмически инженер, работил в САЩ
- Евлоги Георгиев (1819 – 1897), предприемач, индустриалец, меценат
- Елена Снежина (1882 – 1944), първа българска драматична актриса
- Иван Богоров (1818 – 1892), български просветен деец, публицист, журналист и енциклопедист, радетел за чистотата на българския език.
- Иван Лазаров (1890 – 1952), скулптор
- Иван Попов (1865 – 1966), основател на българския театър и негов историограф
- Костадин Георгиев, революционер от ВМОРО, четник на Стефан Димитров[7]
- Лазар Иванов Лазаров (1864 – 1948), български офицер, генерал-лейтенант
- Лазар Ненков Лазаров (1941 – 2006), художник
- Мария Симова (1920 – 1977), драматична артистка и драматург
- Мария Цънцарова (1986), журналистка
- Михаил Ганчев (1872 – 1931), български военен и революционер
- Никола Лазаров (01.04.1870 – 14.06.1942) архитект. Проектирал много държавни и частни сгради в София, Пловдив, Варна, Русе, Плевен, между които Централният Военен клуб в София, Военният клуб в Пловдив, основната сграда на резиденция Врана, дървената църква в Боровец, камбанарията на църква „Света Богородица“ в Карлово
- Николай Стоянов (1948), български писател и преводач
- Паисий Каравелов (1891 – 1944), български духовник и общественик
- Пенчо Радов, български възрожденски книгоиздател и книжар
- Петко Абаджиев (род. 1913), художник
- Петър Александров (род. 1962), футболист, национал, бронзов медалист от Световното първенство в САЩ през 1994 г.
- Петър Тантилов (1861 – 1937), военен деец, генерал-лейтенант
- Петър Юруков (1882 – 1905), революционер
- хаджи Тодор (Тотю) Сахатчиев (1820 – 1877), възрожденски просветител, търговец
- Райна Касабова (1897 – 1969), участва в първия боен полет в света, хвърляйки позиви над Одрин
- Райно Попович (1773 – 1858), учител и книжовник от Котел, наречен „учител на учителите“
- Рангел Геровски (1959 – 2004), български борец, олимпийски медалист
- Румен Иванов (1973 – 2024), футболист
- Стефан Джаков (1867 – 1941) архитект. Завършва Карловската гимназия, участва 18-годишен в Сръбско българската война 1885 г. Учи във военното училище в София и е изпратен да учи военно инженерство в Клостенбург Австрия. След това завършва Мюнхенското техническо училище и създава свое „Архитектурно бюро – Стефан Джаков архитект“. Строи известната Джакова къща над тунела в Пловдив. Негови синове са художникът Крум Джаков, инженер геодезистът и радиолюбител Иван Джаков и академик Емил Джаков
- Стефан Николов, революционер от ВМОРО, четник на Стефан Димитров[8]
- Стефан х. Иванов, български революционер от ВМОРО, четник на Кочо Цонков[9]
- Стойчо Керев (1965), журналист, продуцент и медия експерт, „Въпрос на гледна точка“ и „Новото познание“, автор, лектор и комуникатор на методики за поведение и анализ
- Тодор Николов (1875 – 1922 година), професор, ботаник и дарител
- Христо Георгиев (1824 – 1872), предприемач
- Христо Димитров (1891 – 1973), свещеник, професор-богослов
- Христо Мутафчиев (род. 1969), актьор
- Христо Попвасилев (1818 – 1877), български духовник и просветен деец
- Христо Проданов (1943 – 1984), алпинист, изкачил Еверест
- Христо Стоянов, български революционер от ВМОРО, четник на Тане Николов[10]
- Христо Джапунов (1850 – 1908), конструирал машина за клечки за обувки, превърнала се в атракция на първото Българско изложение в Пловдив през 1892 г.

Свързани с Карлово
- Богдан Филов (1883 – 1945), археолог и министър-председател, отраснал и учил в Карлово, ~1887 – 1895 г.
- Гина Кунчева (ок. 1820 – 1878), майката на Апостола на свободата Васил Левски
- Дража Вълчева (1930 – 2016), български политик от БКП, работила в Карлово в началото на своята кариера
- Иван Пръмов (1921 – 2005), комунистически партизанин и политик от БКП, работил в Карлово в началото на своята кариера
- Божана Димитрова, дългогодишна радио журналистка и водеща по програма Хоризонт на БНР, бивша учителка по български език в СУ „Васил Левски“ – Карлово
- Стоян Стоянов (1913 – 1994), летец, един от защитниците на София от бомбардировките през Втората световна война, живял в Карлово преди Втората световна война и в последните години от живота си, женен за карловка
- Никола Танев (1890 – 1962), художник, рисувал много пейзажи от старо Карлово
- Петър Димков (1884 – 1987), народен лечител, военен деец, служил в Карловското поделение преди Втората световна война, общественик, спасител на родната къща на Васил Левски
- Филип Атанасов, македоно-одрински опълченец, 27 (29)-годишен, миньор (рудничар), ІІ клас, четата на Никола Андреев, 2 рота на 14 воденска дружина[11]
- Маестро Георги Атанасов – композитор, написал първата българска опера
- Иван Налбантов (1940 – 2021) народен артист, роден в Каравелово, Карловско, завършва средно образование в Карлово
- Иван Стайков Иванов-Чушката борец класически стил 62 и 68 килограма състезател на Торпедо Карлово Сребърет медалист от ЕП 1979 г от Букурещ, световен юношески шампион от СП в Хасково 1975 г и бронзов медалист от СП за юноши Швеция 1974 г
- Донка Минчева Щангистка състезателка на Торпедо Карлово Световна шампионка през 1999 г категория 48 кг и седемкратна европейска шампионка 1994, 1994, 1995, 1996, 1998, 1999 и 2000 година
- Янко Митев Иванов (Симеонов Андрей Николаевич) Български политемигрант участник в Юнското антифашистко въстание в Карловско Полковник от Съветската армия участник от първият до последният ден на Великата Отечествена Война 1941 – 1945 година Живял в Карлово след 1952 година до своята смърт
- Петър Ненков Доц д-р ОЗ полковник – историк дългогодишен началник на Военен клуб в Карлово
- Полковник инженер Йордан Ялъмов – Интербригадист участник в Испанската гражданска война през 1936 – 37 година Завършва го, като инженер-механик по производството на авиационни двигатели и с военно звание капитан 3-ти ранг от запаса. Работи, като инженер в Технологическата лаборатория към Московски авиационен институти. През периода 1934 – 1936 г. е инженер в заводите на знаменития авиоконструктор Андрей Туполев. След победата на ОФ на 9 септември 1944 година, Йордан Ялъмов се завръща в България. В периода 1945 до 1950 година е директор на Карловската самолетна фабрика, която от 1947 г. получава името Завод 15.Участвува в създаването на първият български трактор МОФАК 2

## Побратимени градове
- Барановичи, Беларус
- Брянск, Русия
- Конин, Полша
- Зеехайм-Югенхайм, Германия
- Твърдица Молдова

## Други
В Карлово се намира 61-ва Стрямска механизирана бригада на Българската армия.
На 10 километра южно са Карловските минерални бани, сега град Баня, където целогодишно работят топли басейни и спа-хотели.
На Карлово е наречена улица в квартал „Банишора“ в София (Карта).
Кухня
- Карловска гроздова ракия
- Карловски мискет
- Карловска анасонлийка – ракия с анасон се пие най-вече в Карлово и Асеновград
- Карловска луканка

## Медии

### Радио
В Карлово се приемат следните радиостанции излъчващи от предавателна станция близо до Войнягово:
- 99.4 Хоризонт
- 102.9 Дарик радио
- 107.8 Радио Фреш

А от Връх Ботев:
- 92.2 Христо Ботев
- 100.9 Хоризонт

## Галерия
- Исторически музей Карлово
- Камбанарията на църквата „Св. Николай“, 1890
- Гробът на Гина Кунчева
- Стопанско училище „Теодор и Анна Пулиеви“, Карлово
- Стенопис, пл. „20 юли“, Карлово
- пл. „20 юли“, Карлово
- Лазаровото училище 1892, ул. „Генерал Карцов“, Карлово
- Паметник на Васил Левски, Карлово
- Паметник на Васил Левски, Карлово, снимка преди 1949 година
- Българска народна банка в центъра на град Карлово
- Водопад Сучурум гр. Карлово
- Изглед от върха на водопад Сучурум
- пл. „20 юли“, Карлово
- Паметник на пл. „20 юли“, Карлово
- Паметник на пл. „20 юли“, Карлово
- Транспарант Карлово на пл. „20 юли“, Карлово
- Архитектурен и исторически резерват „Старият град“
- Бухаловият хан